# 2020년 에게해 지진
2020년 에게해 지진은(튀르키예어: 2020 Ege Denizi depremi) 2020년 10월 30일 그리스 사모스섬으로부터 북동쪽으로 14 km (8.7 마일) 떨어진 곳을 진앙으로 하는 규모 7.0의 지진이다. 그리스 사모스섬과 튀르키예의 이즈미르가 특히 영향을 많이 받았다. 구조 활동이 밤까지 계속됨에 따라 양국의 응급 서비스가 즉시 현장에 출동하였다. 그리스에서는 2명이 사망했으며 19명이 경미한 부상을 입었고 튀르키예에서는 25명이 사망하고 804명이 부상을 입었다.

## 같이 보기
- 튀르키예의 지진 목록